# Vela nos Jogos Olímpicos de Verão de 1908 - 6 Metre
As provas da classe 6 Metre da vela nos Jogos Olímpicos de Verão de 1908 ocorreram entre 27 e 29 de julho daquele ano no Royal Victoria Yacht Club em Ryde. Três corridas foram agendadas. Cada nação poderia inscrever até dois barcos. Quinze velejadores de quatro nações competiram.

## Calendário
| ● | Competições desportivas | ● | Finais |

| Data                      | Julho  | Julho  | Julho  | Julho  | Julho  | Agosto | Agosto | Agosto | Agosto | Agosto | Agosto | Agosto | Agosto | Agosto | Agosto | Agosto | Agosto |
| Data                      | 27 Seg | 28 Ter | 29 Qua | 30 Qui | 31 Sex | 1 Sáb  | 2 Dom  | 3 Seg  | 4 Ter  | 5 Qua  | 6 Qui  | 7 Sex  | 8 Sáb  | 9 Dom  | 10 Seg | 11 Ter | 12 Qua |
| ------------------------- | ------ | ------ | ------ | ------ | ------ | ------ | ------ | ------ | ------ | ------ | ------ | ------ | ------ | ------ | ------ | ------ | ------ |
| 6 Metre                   | ●      | ●      | ●      |        |        |        |        |        |        |        |        |        |        |        |        |        |        |
| Total de medalhas de ouro |        |        | 1      |        |        |        |        |        |        |        |        |        |        |        |        |        |        |

## Configuração do curso
O seguinte percurso foi usado durante as regatas olímpicas de 6 Metre de 1908 em todas as três corridas:

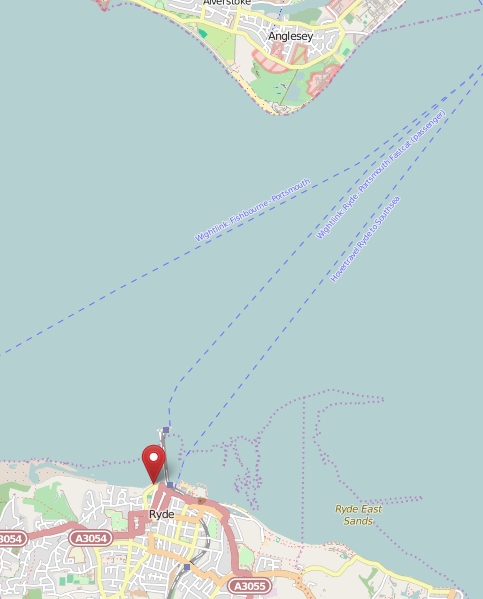
Área do curso

## Medalhistas
O trio britânico Gilbert Laws, Thomas McMeekin e Charles Crichton dominou as três corridas e finalizou a competição em primeiro lugar, conquistando a medalha de ouro. A prata firmou-se com os belgas Léon Huybrechts, Louis Huybrechts e Henri Weewauters, que reagiram no último dia. Por fim, a medalha de bronze ficou com a equipe francesa Henri Arthus, Louis Potheau e Pierre Rabot.
|  | GBR Grã-Bretanha                              |  | BEL Bélgica                                       |  | FRA França                              |
|  | Gilbert Laws Thomas McMeekin Charles Crichton |  | Léon Huybrechts Louis Huybrechts Henri Weewauters |  | Henri Arthus Louis Potheau Pierre Rabot |

## Resultados
Estes foram os resultados da competição:
| Pos.              | Embarcação            | Tripulação                                         | Vitória | Total | 1ª regata | 1ª regata  | 1ª regata | 2ª regata | 2ª regata  | 2ª regata | 3ª regata | 3ª regata  | 3ª regata |
| Pos.              | Embarcação            | Tripulação                                         | Vitória | Total | Pos.      | Tempo      | Pontos    | Pos.      | Tempo      | Pontos    | Pos.      | Tempo      | Pontos    |
| ----------------- | --------------------- | -------------------------------------------------- | ------- | ----- | --------- | ---------- | --------- | --------- | ---------- | --------- | --------- | ---------- | --------- |
| Medalha de ouro   | Dormy · Reino Unido   | Gilbert Laws Thomas McMeekin Charles Crichton      | 2       | 7     | 1r        | 3h 52' 14" | 3         | 1r        | 4h 17' 23" | 3         | 3r        | 4h 19' 33" | 1         |
| Medalha de prata  | Zut · Bélgica         | Léon Huybrechts Louis Huybrechts Henri Weewauters  | 1       | 4     | 3r        | 3h 56' 20" | 1         | 4t        | 4h 19' 17" | 0         | 1r        | 4h 13' 46" | 3         |
| Medalha de bronze | Guyoni · França       | Henri Arthus Louis Potheau Pierre Rabot            | 0       | 4     | 4t        | 4h 03' 21" | 0         | 2n        | 4h 17' 55" | 2         | 2n        | 4h 15' 16" | 2         |
| 4                 | Sibindi · Reino Unido | John Leuchars William Leuchars Frank Smith         | 0       | 3     | 2n        | 3h 54' 06" | 2         | 3r        | 4h 18' 19" | 1         | 4t        | 4h 19' 47" | 0         |
| 5                 | Freja · Suécia        | Karl-Einar Sjögren Birger Gustafsson Jonas Jonsson | 0       | 0     | 5è        | 4h 24' 00" | 0         | 5è        | 4h 36h 48" | 0         | 5è        | 4h 59' 51" | 0         |